# درون‌برگشتگی
درون‌برگشتگی یا آنتروپیون (به انگلیسی: ENTROPION) یک بیماری است که معمولاً دراثر برگشتن پلک به طرف داخل ایجاد می‌شود و در نتیجه آن مژهها در روی قرنیه قرار می‌گیرند.
علائم بیماری: چسبندگی پلک‌ها، تولید چرک، چسبندگی مژه‌ها. التهاب چشم (تورم، قرمزی، درد و اشک‌ریزش) که در اثر ساییده شدن پلکِ به داخل چرخیده و مژه‌ها با قرنیه ایجاد می‌شود. بیماری ممکن است به زخم شدن قرنیه و کوری دایمی منجر شود.
علل بیماری: سست شدن بافت حمایت‌کننده از پلک، همراه با کشیده شدن عضلات پلک به سمت داخل (مثلاً در پیری)، التهاب مزمن چشم (از جمله آلرژی)، که باعث ایجاد بافت جوشگاهی در پلک می‌شود.
به‌طور کلی در جهان میزان انتروپیون پلک تحتانی بیشتر است، اما در ایران به علت وجود بیماری تراخُم درون‌برگشتگی پلک فوقانی از شیوع بیشتری برخوردار است.
درون‌برگشتگی به سه دسته تقسیم می‌شود:
1. درون‌برگشتگی مادرزادی
2. (Congenital Entropion) انتروپیون عودکننده (Involutional Entropion) یا انتروپیون اسپاستیک (Spastic Entropion))
3. درون‌برگشتگی زخم‌دار (Cicatrical Entropion)

بیشترین درصد انتروپیون در رده سنی (۴۷–۶۹ سال) و از نوع زخم‌دار بوده‌است.
بعضی از موارد بدون درمان (فقط با استفاده از اشک مصنوعی و قطره آنتی‌بیوتیک) بهبود می‌یابند ولی دخالت عمل جراحی توصیه شده‌است. عوارض جراحی درون‌برگشتگی عدم ترمیم پلک، عفونت پلک و خونریزی و کراتیت قرنیه می‌باشد.